# ستيفن ماكغري
ستيفن ماكغري (بالإنجليزية: Steven McGarry)‏ هو لاعب كرة قدم بريطاني في مركز الوسط، ولد في 28 سبتمبر 1979 في بيزلي في المملكة المتحدة. شارك مع منتخب اسكتلندا تحت 21 سنة لكرة القدم. أما مع النوادي، فقد لعب مع نادي برث غلوري ونادي بوسطن يونايتد ونادي روس كاونتي ونادي سانت ميرين ونادي ماذرويل.

## وصلات خارجية
- ستيفن ماكغري على موقع Soccerbase.com (لاعب) (الإنجليزية)
- ستيفن ماكغري على موقع عالم كرة القدم.نت (الإنجليزية)